# 參孫·卡拉斯科
參孫·卡拉斯科學士（西班牙語：Sansón Carrasco）是賽凡提斯小說《唐吉訶德》的虛構角色，在該作第二卷登場，為主角唐吉訶德的鄰居和朋友。

## 角色
參孫學士從外地學成歸來後，跟唐吉訶德說其事蹟已被寫成書出版了，大力鼓動唐吉訶德再次出征。但參孫學士其實是跟神父與理髮師計畫要治好唐吉訶德的瘋病，他偽裝成「鏡子騎士」向唐吉訶德發起挑戰，卻在決鬥中被對方擊敗。
一段時間後，參孫學士又偽裝成「白月騎士」在巴塞隆拿海灘上和唐吉訶德決鬥，此番終於獲勝，並迫使唐吉訶德乖乖返鄉。